# Eric Strobel
Eric Martin Strobel (Rochester (Minnesota), 5 juni 1958) is een Amerikaans ijshockeyer. 
Tijdens de Olympische Winterspelen 1980 in eigen land won Strobel met de Amerikaanse ploeg de gouden medaille. 
Strobel speelde nooit in de NHL.